# Império do Divino Espírito Santo de São Bento (Angra do Heroísmo)

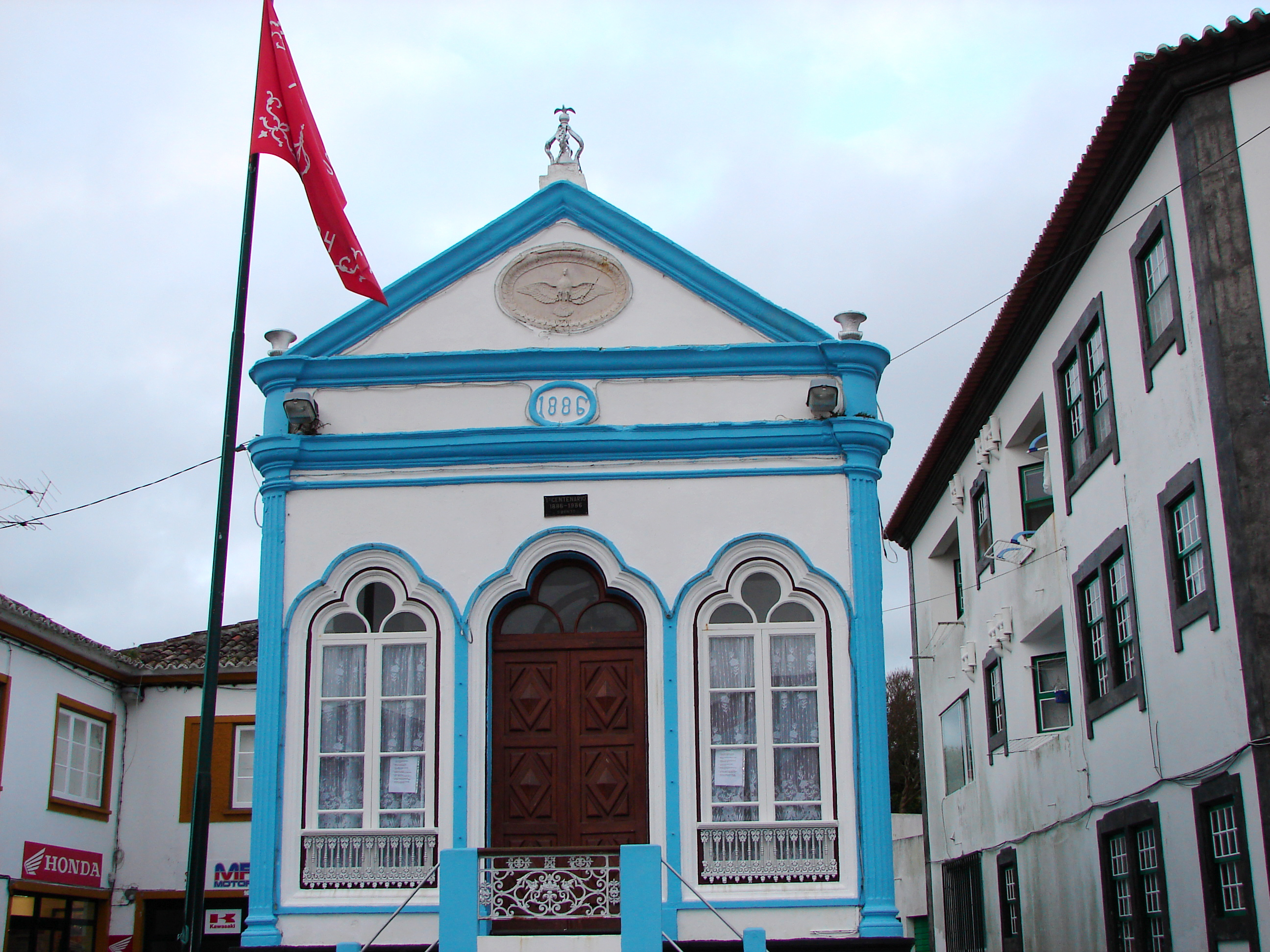
Império do Divino Espírito Santo de São Bento.

O Império do Divino Espírito Santo de São Bento (Angra do Heroísmo) é um Império do Espírito Santo português que se localiza na freguesia de São Bento, no concelho de Angra do Heroísmo, ilha Terceira, arquipélago dos Açores.
O Império do Espírito Santo foi construído em 1886. É uma construção simples edificada em cantaria basáltica rebocada a alvenaria pintada.